# Jason Kenny
Jason Francis Kenny (* 23. března 1988 Farnworth, Bolton) je bývalý britský dráhový cyklista. Se sedmi zlatými medailemi je nejúspěšnějším britským sportovcem a nejúspěšnějším cyklistou v olympijské historii. Dvě zlaté jsou z individuálních disciplín, v roce 2012 na Letních olympijských hrách v Londýně triumfoval ve sprintu a v roce 2016 na Letních olympijských hrách v Riu v keirinu. Ve sprintu v roce 2008 získal stříbrnou medaili na Letních olympijských hrách v Pekingu. Zbylé medaile jsou týmové. Krom toho je trojnásobným mistrem světa, dvakrát ve sprintu (2011, 2016) a jednou v keirinu (2013).